# 罗德·拉沃竞技场
罗德·拉沃竞技场（英語：Rod Laver Arena）是一座位于澳洲維多利亞州墨爾本的一座大型網球競技場，亦是四大滿貫之一的澳洲網球公開賽現時的主要舉辦場地之一。1992年1月，為了紀念兩次贏得大滿貫的著名網球運動員罗德·拉沃，球場被正式命名為罗德·拉沃竞技场，作為墨爾本公園網球中心的一部分，球場竣工于1988年，最高可容納14,820名觀眾同時觀看賽事，為世界上上座率最高的網球場地之一。每年亦吸引了大約1500萬的游客參觀訪問。

## 球場特性

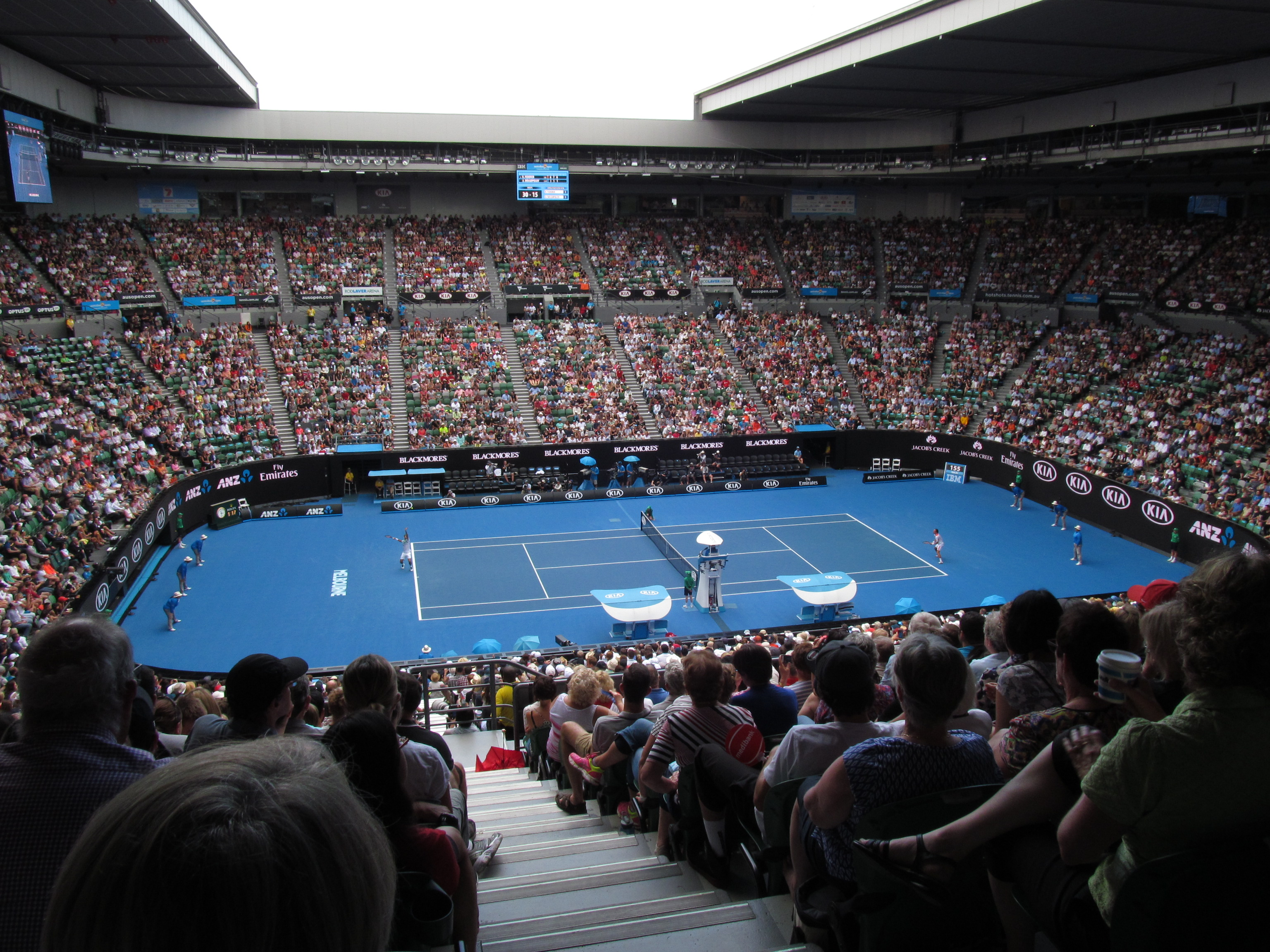
罗德·拉沃竞技场上的澳網比賽

罗德·拉沃竞技场是具有高度的現代科技技術的建筑，擁有可伸縮式的屋頂，在天氣惡劣的狀況下或是夜晚，球場的屋頂可以關閉，令球場成為一座完全室內場地，保障運動員以及觀眾不受到任何影響。球場亦有裝備鷹眼系統，可以准許運動員，特別是網球運動員來使用這一個系統進行更加公正的比賽。球場于2007年更換硬質地板，這一舉措令比賽的風格更加貼近于另外一個大滿貫賽事美國網球公開賽。球場位于墨爾本公園網球中心的中央，除了進行最為著名的澳洲網球公開賽外，亦被用來進行室內越野摩托車比賽，音樂會，現場演唱會，2003年開始世界摔角娛樂亦開始在此舉辦，此外每年亦有許多知名的芭蕾舞節目在此表演。
2007年世界游泳錦標賽在搭建有臨時游泳池的罗德·拉沃竞技场進行，游泳池被臨時命名為前澳洲游泳名將苏茜·奥尼尔的名字，即“苏茜·奥尼尔泳池”。此外，罗德·拉沃竞技场亦被作為2000年世界冠軍摔角賽的場地以及2006年英聯邦運動會的體操比賽場地。

## 事件
- 2008年澳洲網球公開賽: 1月
- 希拉里·達夫個人演唱會: 2月3號
- 鐵娘子樂團演唱會: 2月6號到2月7號
- 新好男孩演唱會：2月23號
- 山塔納樂隊演唱會: 2月26號
- 洛史超域演唱會: 2月28號
- 凱莉·克萊森演唱會: 3月4號

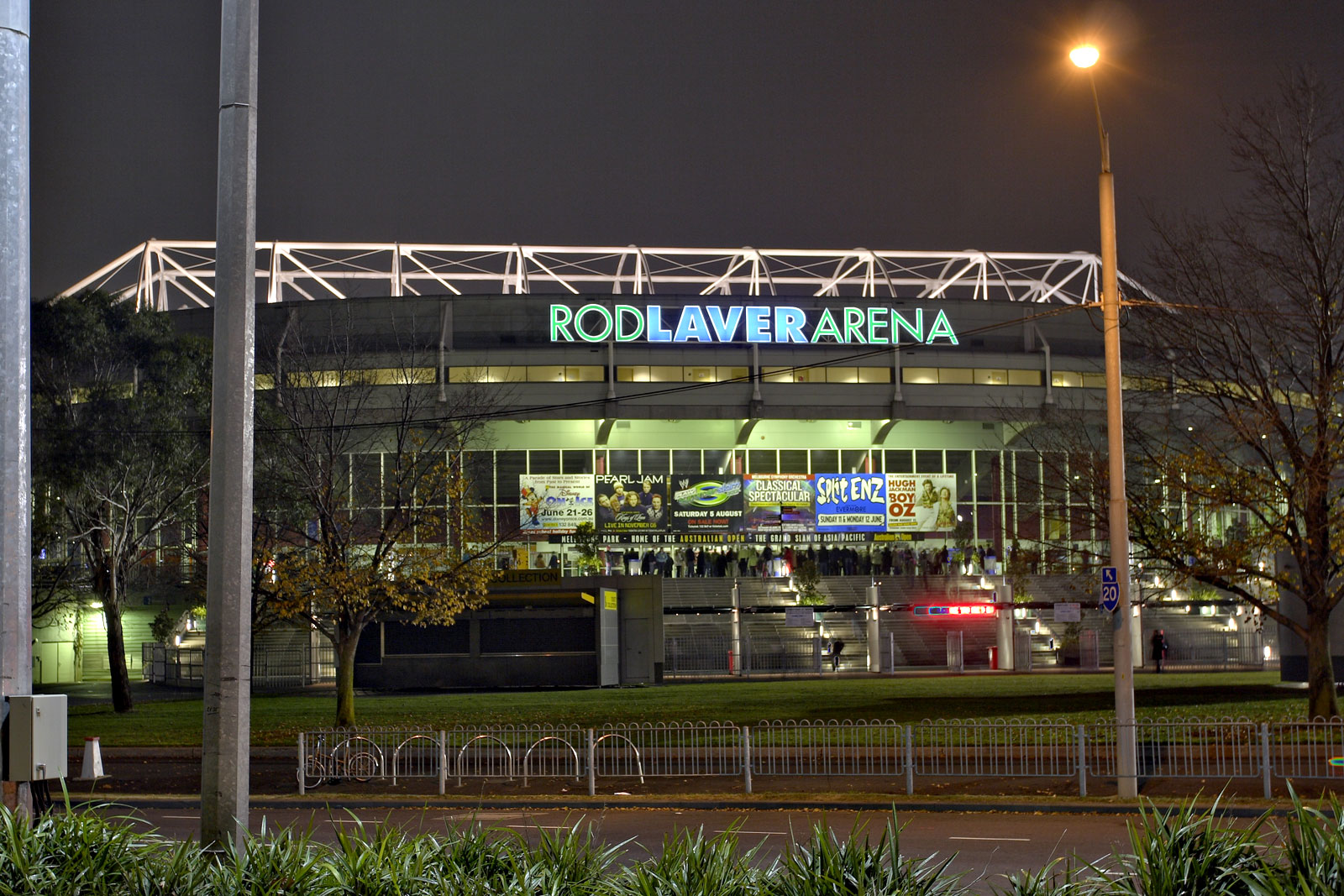
入夜后的罗德·拉沃竞技场

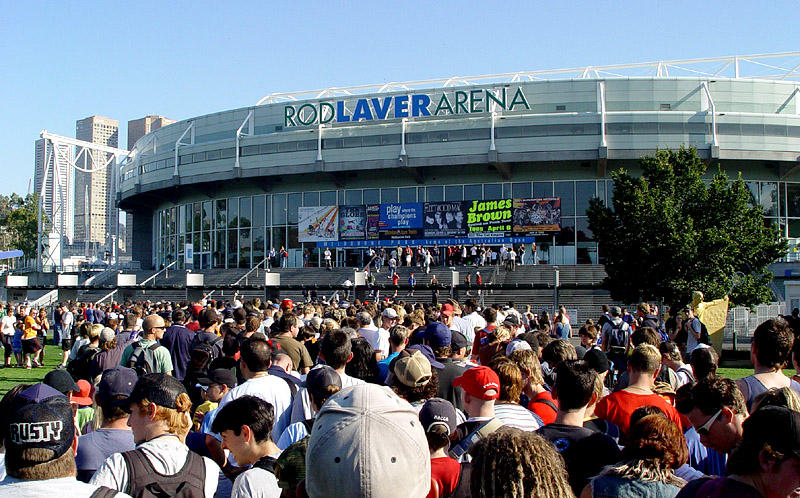
罗德·拉沃竞技场外部特寫

- Brooks & Dunn演唱會: 3月5號
- Ozzy Osbourne演唱會: 3月15號
- John Fogerty演唱會: 3月19號
- 魔力紅演唱會: 3月30號
- 莎蓮·迪安演唱會: 4月1號
- 火柴盒二十演唱會: 4月10號，4月11號
- Foo Fighters演唱會: 4月25號，4月26號
- 麥可·布伯雷演唱會: 6月6號，6月7號
- 2008世界摔角娛樂: 6月13號
- 凱莉·米洛: 9月13號
- 小甜甜布蘭妮演唱會: 10月15號
- 林普巴茲提特演唱會: 10月20號
- Slipknot演唱會: 10月27號
- Tool演唱會: 11月18號
- Killswitch Engage and Lostprophets演唱會: 11月20號
- 辣妹合唱團演唱會: 12月4號，12月5號
- 張學友 A CLASSIC TOUR 學友·經典世界巡迴演唱會：2018年3月17日
- 林俊傑 聖所世界巡迴演唱會：2019年3月11日
- BLACKPINK 2019 World Tour「In Your Area」：2019年6月13日
- Stray Kids「Stray Kids 2nd World Tour "MANIAC"」：2023年2月17、18日
- 林俊傑 JJ20世界巡迴演唱會：2023年4月8日
- TWICE READY TO BE (演唱會) ：2023年5月6日、7日
- 五月天 好好好想見到你演唱會：2023年5月12日、13日
- BLACKPINK 2023 World Tour「Born Pink (演唱會)」：2023年6月10、11日
- 周杰倫 嘉年華世界演唱會：2024年3月16日、17日
- 薛之谦 天外来物世界巡回演唱会：2024年3月26日
- 周深 周深929hz世界巡迴演唱會：2025年3月29日
- 林俊傑 JJ20 FINAL LAP世界巡迴演唱會：2025年4月11日

## 外部連結
- 官方網站
- Austadiums （页面存档备份，存于）
- Austadiums Austadiums （页面存档备份，存于）